# Кривцовский сельсовет (Курская область)
Кривцо́вский сельсове́т — сельское поселение в Щигровском районе Курской области. 
Административный центр — деревня Кривцовка.

## География
Населённые пункты Кривцовского сельсовета расположены у истока реки Тускарь и на её небольших притоках, самый крупный из которых — Гремячий.

## История
В июне 1969 года из учётных данных была исключена деревня Никаноровка Кривцовского сельсовета.
Кривцовский сельсовет получил статус сельского поселения в соответствии с законом Курской области №48-ЗКО «О муниципальных образованиях Курской области» от 14 октября 2004 года. 

## Население
| 2002 | 2010 | 2012 | 2013 | 2014 | 2015 | 2016 |
| ---- | ---- | ---- | ---- | ---- | ---- | ---- |
| 727  | ↘455 | ↘427 | ↘408 | ↘387 | ↘371 | ↘344 |
| 2017 | 2018 | 2019 | 2020 | 2021 |      |      |
| ↘328 | ↘316 | ↘301 | ↘290 | ↘277 |      |      |

## Состав сельского поселения
| №  | Населённый пункт   | Тип населённого пункта          | Население |
| -- | ------------------ | ------------------------------- | --------- |
| 1  | Берёзовик          | посёлок                         | ↘10       |
| 2  | Большая Алексеевка | деревня                         | ↘12       |
| 3  | Большая Романовка  | деревня                         | ↘53       |
| 4  | Большая Сергеевка  | деревня                         | ↘10       |
| 5  | Дмитриевский       | посёлок                         | ↘2        |
| 6  | Желябовка          | деревня                         | ↘50       |
| 7  | Илларионовка       | деревня                         | ↘61       |
| 8  | Кривцовка          | деревня, административный центр | ↘145      |
| 9  | Курская Ольховатка | деревня                         | ↘30       |
| 10 | Малая Алексеевка   | деревня                         | ↘30       |
| 11 | Малая Романовка    | деревня                         | ↗26       |
| 12 | Малая Сергеевка    | деревня                         | ↘6        |
| 13 | Новоалександровка  | деревня                         | ↘18       |
| 14 | Первомайский       | посёлок                         | ↘2        |

## Транспорт
Кривцовский сельсовет связан с Охочевским сельсоветом и трассой Курск — Щигры автомобильной дорогой с твёрдым покрытием. Осуществляется пригородное автобусное сообщение с городом Щигры.
Через территорию Кривцовского сельсовета проходит однопутная неэлектрифицированная железнодорожная ветка Охочевка — Колпны, но остановочных пунктов в Кривцовском сельсовете нет. Ближайший — ОП 12 км, находится на территории Охочевского сельсовета. Ближайшая железнодорожная станция — Охочевка, также находится на территории Охочевского сельсовета.